# Istanbul Cup 2022
L'Istanbul Cup 2022, anche conosciuto come TEB BNP Paribas Tennis Championship İstanbul per motivi di sponsorizzazione, è un torneo di tennis giocato sulla terra rossa. È la 15ª edizione dell'Istanbul Cup, che ha fatto parte della categoria WTA 250 nell'ambito del WTA Tour 2022. Si gioca alla Koza World of Sports di Istanbul in Turchia, dal 18 al 24 aprile 2022.

## Partecipanti

### Teste di serie
| Nazionalità | Giocatrice           | Ranking* | Testa di serie |
| ----------- | -------------------- | -------- | -------------- |
| Belgio      | Elise Mertens        | 23       | 1              |
| Romania     | Sorana Cîrstea       | 24       | 2              |
|             | Veronika Kudermetova | 29       | 3              |
| Ucraina     | Anhelina Kalinina    | 36       | 4              |
| Svizzera    | Jil Teichmann        | 37       | 5              |
| Australia   | Ajla Tomljanović     | 42       | 6              |
| Spagna      | Sara Sorribes Tormo  | 49       | 7              |
| Rep. Ceca   | Tereza Martincová    | 50       | 8              |

* Ranking al 11 aprile 2022.

### Altre partecipanti
Le seguenti giocatrici hanno ricevuto una wild card per il tabellone principale:
- Nikola Bartůňková
- İpek Öz
- Pemra Özgen

Le seguenti giocatrici sono passate dalle qualificazioni:

- Ana Bogdan
- Julia Grabher
- Marina Mel'nikova
- Anastasija Potapova
- Lesja Curenko
- Wang Qiang

La seguente giocatrice è entrata nel tabellone principale come lucky loser:
- Jaimee Fourlis
- Kamilla Rachimova

### Ritiri
Prima del torneo
- Caroline Garcia → sostituita da  Mayar Sherif
- Marta Kostjuk → sostituita da  Arantxa Rus
- Camila Osorio → sostituita da  Kristína Kučová
- Zheng Qinwen → sostituita da  Anna Bondár
- Aljaksandra Sasnovič → sostituita da  Kamilla Rachimova
- Kateřina Siniaková → sostituita da  Greet Minnen
- Clara Tauson → sostituita da  Rebecca Peterson
- Alison Van Uytvanck → sostituita da  Jaimee Fourlis

## Partecipanti al doppio

### Teste di serie
| Nazione     | Giocatrice           | Nazione | Giocatrice          | Rank1 | Teste di serie |
| ----------- | -------------------- | ------- | ------------------- | ----- | -------------- |
|             | Veronika Kudermetova | Belgio  | Elise Mertens       | 7     | 1              |
| Stati Uniti | Caty McNally         | Belgio  | Alison Van Uytvanck | 85    | 2              |
| Rep. Ceca   | Marie Bouzková       | Spagna  | Sara Sorribes Tormo | 100   | 3              |
| Stati Uniti | Kaitlyn Christian    |         | Lidzija Marozava    | 132   | 4              |

* Ranking al 11 aprile 2022.

### Altre partecipanti
Le seguenti coppie di giocatrici hanno ricevuto una wild card per il tabellone principale:
- Ayla Aksu /  Zeynep Sönmez
- Berfu Cengiz /  İpek Öz

### Ritiri
Prima del torneo
- Kirsten Flipkens /  Sara Sorribes Tormo → sostituite da  Anastasija Potapova /  Rebecca Peterson
- Veronika Kudermetova /  Elise Mertens → sostituite da  Angelina Gabueva /  Anastasija Zacharova
- Caty McNally /  Anna Kalinskaja → sostituite da  Marina Mel'nikova /  Anastasija Tichonova

## Punti
| Evento    | V   | F   | SF  | QF | 2T | 1T   | Q    | Q2   | Q1   |
| Singolare | 250 | 180 | 110 | 60 | 30 | 1    | 18   | 12   | 1    |
| Doppio    | 250 | 180 | 110 | 60 | 1  | N.D. | N.D. | N.D. | N.D. |

## Montepremi
| Evento    | V       | F       | SF     | QF     | 2T     | 1T     | Q2     | Q1     |
| Singolare | $25,000 | $14,000 | $8,401 | $5,006 | $3,430 | $2,600 | $2,251 | $1,630 |
| Doppio    | $9,000  | $5,000  | $3,230 | $1,980 | $1,520 | N.D.   | N.D.   | N.D.   |

*per team

## Campionesse

### Singolare
Anastasija Potapova ha sconfitto in finale  Veronika Kudermetova con il punteggio di 6-3, 6-1.
- È il primo titolo della carriera per la Potapova.

### Doppio
Marie Bouzková /  Sara Sorribes Tormo hanno sconfitto in finale  Natela Dzalamidze /  Kamilla Rachimova con il punteggio di 6-3, 6-4.